# Rasmus Hansen (Politiker)
Hans Rasmus Hansen (* 16. August 1896 in Kolding, Region Syddanmark; † 10. Oktober 1978 in Kopenhagen) war ein dänischer Politiker der Sozialdemokraten (Socialdemokraterne), der von 1936 bis 1964 Mitglied des Parlaments (Folketing) und zwischen 1947 und 1950 sowie erneut von 1953 bis 1956 Verteidigungsminister (Forsvarsminister) war.

## Leben
Hans Rasmus Hansen, Sohn des Herausgebers, späteren Abgeordneten und Bürgermeisters Knud Hansen, besuchte nach der Grundschule von 1909 bis 1913 die Höhere Almenskole in Kolding sowie zwischen 1913 und 1914 die Askov Højskole. Danach begann er 1914 ein Geschichtsstudium, welches er 1915 jedoch abbrach. Er begann sein politisches Engagement als Mitglied des Hauptvorstandes der Sozialdemokratischen Jugend, dem er von 1917 bis 1919 angehörte. Zugleich begann er seine berufliche Laufbahn und war zunächst zwischen 1917 und 1919 Journalist bei der in Slagelse erscheinenden Zeitung „Vestsjællands Social-Demokrat“, deren Redaktionssekretär er von 1919 bis 1923 war. Er war in dieser Zeit auch Vorsitzender des Komitees, das 1920 die nationale Organisation Dänemarks Sozialdemokratische Jugend DSU (Danmarks Socialdemokratiske Ungdom) gründete. Nach einer Studienreise in Deutschland 1921 besuchte er zwischen 1923 und 1924 das Fircroft College in Birmingham und absolvierte daraufhin von 1924 bis 1926 ein Studium an der London School of Economics (LSE) der University of London. Dem Studium schloss sich zwischen 1926 und 1927 noch ein Studienaufenthalt in Paris und an der Heimvolkshochschule Schloss Tinz in Thüringen an. Nach seiner Rückkehr war er von 1927 bis 1929 erst Herausgeber der Zeitung „Vordingborg Social-Demokrat“ sowie im Anschluss zwischen 1929 und 1936 Redaktionssekretär bei „Social-Demokraten“, der 1871 gegründeten und in Kopenhagen erscheinenden Tageszeitung der Arbeiterbewegung. Gleichzeitig arbeitete er von 1933 bis 1939 als außenpolitischer Kolumnist bei »Pressens Radioavis«, eine am 1. August 1926 erstmals ausgestrahlte Radiosendung.
Hansen war ferner zwischen 1933 und 1942 Vorsitzender der Sozialdemokratischen Vereinigung im 3. Bezirk von Kopenhagen und des Innerstädtischen Sozialdemokratischen Gemeinsamen Wählerverbandes. Außerdem war er von 1935 bis 1949 Mitglied des Hauptvorstandes und des Exekutivkomitees der Sozialdemokratischen Partei (Socialdemokraterne). Bei der Folketingswahl 1936 wurde er für die Sozialdemokraten erstmals Mitglied des Parlaments (Folketing) und vertrat in diesem vom 16. Januar 1936 bis zum 22. September 1964 den Wahlkreis Søndre Storkreds. Während der deutschen Besetzung Dänemarks im Zweiten Weltkrieg war er zwischen 1941 und 1944 Herausgeber der Zeitung „Socialisten“ und 1942 sowie 1945 auch kurzzeitig politischer Mitarbeiter der Zeitung „Social-Demokraten“ sowie zwischenzeitlich von 1942 bis 1945 Herausgeber der in Odense erscheinenden Zeitung „Fyns Social-Demokrat“.
Nach Kriegsende wurde er im Folketing 1945 Mitglied der Parlamentskommission, deren stellvertretender Vorsitzender er am 19. Dezember 1945 wurde. Daneben war er zwischen 1945 und 1946 Mitglied des Außenpolitischen Rates (Det Udenrigspolitiske Nævn) und 1946 sowie erneut zwischen 1947 und 1950 Vorsitzender der Verteidigungskommission. Am 13. November 1947 übernahm er in der Regierung Hedtoft I erstmals das Amt als Verteidigungsminister (Forsvarsminister) und bekleidete dieses bis zum 30. Oktober 1950. Nach seinem Ausscheiden aus der Regierung wurde er 1950 wieder Mitglied der Parlamentskommission sowie Mitglied der Verteidigungskommission.
Am 30. September 1953 übernahm Hansen auch in der Regierung Hedtoft II den Posten als Verteidigungsminister. Nach dem Tode von Ministerpräsident Hans Hedtoft am 29. Januar 1955 bekleidete er das Amt vom 29. Januar 1955 bis zu seiner Ablösung durch Poul Hansen am 25. Mai 1956 auch in der Regierung Hansen I. Zugleich war er zwischen 1954 und 1956 abermals Mitglied des Außenpolitischen Rates.